# Лінійна частотна модуляція
Лінійна частотна модуляція (ЛЧМ) сигналу - це вид частотної модуляції, при якій частота несучого сигналу змінюється за лінійним законом. Сигнали зі зміною частоти-носія в межах одного імпульсу називають чирпованими або чирпами (від англійського слова chirp, що означає цвіріньк).

## Математичний опис

### У часовій області

Сигнал ЛЧМ протягом періоду часу

Зміна частоти {\displaystyle f(t)} всередині імпульсів з ЛЧМ відбувається за лінійним законом:
{\displaystyle f(t)=f_{0}+b\cdot t,\quad -{\frac {{T}_{c}}{2}}\leq t\leq {\frac {{T}_{c}}{2}}},
де {\displaystyle f_{0}=(F_{max}+F_{min})/2} — центральне значення несучої частоти; {\displaystyle b=(F_{max}-F_{min})/T_{c}}; {\displaystyle T_{c}} — тривалість сигналу; {\displaystyle F_{max}}, {\displaystyle F_{min}} — максимальне і мінімальне значення частоти радіосигналу.
Фаза сигналу з ЛЧМ визначається як
{\displaystyle \varphi (t)=2\pi \int \limits _{0}^{t}{f(t)dt}=2\pi \left(f_{0}t+{\frac {b}{2}}t^{2}\right)},
Тоді ЛЧМ сигнал може бути описаний виразом
{\displaystyle s_{LFM}(t)=S_{0}\cos \left\{\varphi _{0}+\varphi (t)\right\}=S_{0}\cos \left\{\varphi _{0}+2\pi \left(f_{0}t+{\frac {b}{2}}t^{2}\right)\right\}},
або в комплексному вигляді
{\displaystyle {{s}_{LFM}}(t)={{S}_{0}}{{e}^{j\left\{{{\varphi }_{0}}+2\pi \left({{f}_{0}}t+{\frac {b}{2}}{{t}^{2}}\right)\right\}}}},
де {\displaystyle S_{0}} — амплітуда сигналу; {\displaystyle j} — уявна одиниця; {\displaystyle \varphi _{0}} — початкова фаза.

### У частотній області
Спектр ЛЧМ описується так:
{\displaystyle {\begin{cases}S(\omega )={\begin{cases}{\frac {A_{0}}{2}}{\sqrt {\frac {T_{c}}{\Delta F_{m}}}},&\left|\omega -\omega _{0}\right|\leqslant {\frac {\Omega _{M}}{2}}\\0,&\left|\omega -\omega _{0}\right|>{\frac {\Omega _{M}}{2}}\\\end{cases}}\\\varphi (\omega )={\begin{cases}{\tfrac {\pi }{4}}-{\frac {(\omega -\omega _{0})^{2}}{2\Delta \Omega _{M}}}T_{c},&\left|\omega -\omega _{0}\right|\leqslant {\frac {\Omega _{M}}{2}}\\0,&\left|\omega -\omega _{0}\right|>{\frac {\Omega _{M}}{2}}\\\end{cases}}\\\end{cases}}}

## Обробка

Зіставлення хвиля (wave) - вейвлет, ЛЧМ-сигнал (chirp) - чирплет

В обробці ЛЧМ сигналів чирплет-перетворення - це скалярний добуток вхідного сигналу з сімейством певних елементарних математичних функцій - чирплетів.

## Генерація
- За допомогою керованого напругою генератора (ГКН)  при подачі пилоподібної напруги на вхід керування. При цьому потрібно пам'ятати, що зазвичай ГКН мають нелінійну залежність вихідної частоти від напруги.
- За допомогою спеціалізованих блоків ГХЧ - генераторів з хитаннями частоти.

- Методом безпосереднього цифрового синтезу (DDS, Direct Digital Synthesis), який можна реалізувати, наприклад:
  - за допомогою мікросхеми AD9910 [Архівовано 14 листопада 2013 у Wayback Machine.];
  - за допомогою мікросхеми 1508ПЛ8Т [Архівовано 24 лютого 2009 у Wayback Machine.]:

«Передбачена можливість роботи мікросхем спільно з зовнішніми схемами ФАПЧ і ГКН для синтезу ЛЧМ-сигналів у діапазоні до декількох гігагерц зі збереженням високої точності і швидкості перебудови частоти.»

## Застосування
ЛЧМ-сигнали застосовуються в радіолокації як спосіб формування і обробки зондуючого імпульсу. Застосування ЛЧМ-сигналу дозволяє підвищити точність вимірювань в радіолокації.